# Трофимов Володимир Вікторович
Володимир Вікторович Трофимов  (28 січня 1962, Рівне) — видатний український спідвейний гонщик, бронзовий призер чемпіонату Європи зі спідвею на трав'яному треку, багаторазовий чемпіон України. 
Є сином найтитулованішого рівненського гонщика — Віктора Івановича Трофимова.

## Кар'єра
Вихованець рівненського спідвею, почав займатися в 13 років. Перший тренер — Микола Кальчук.
Стартував як у класичному, так і в інших різновидах спідвею: на траві, на довгому треці, на льодогарі.

## Досягнення

### В Україні
- Чемпіон України в особистому заліку — 1982, 1989, 1992, 2004

- Чемпіон України в командному заліку — 1984, 1993 (у складі «Фантастика» Рівне), 2003 (у складі «Спідвей-Клуб-Трофимов» Рівне)

- Чемпіон України серед пар — 2003, 2004 (в парі з В.Колодієм)

- Чемпіон України серед юніорів — 1980, 1982, 1983

- Срібний призер особистого чемпіонату України — 1996, 1997, 1998, 2013

- Срібний призер чемпіонату України серед пар — 1993

- Срібний призер командного чемпіонату України — 2002, 2004 (у складі «Спідвей-Клуб-Трофимов» Рівне )

- Бронзовий призер командного чемпіонату України — 1992 (у складі «Фантастика» Рівне )

- Володар Кубка України — 2001

### В СРСР та СНД
- Чемпіон СРСР в особистому заліку — 1988

- Чемпіон СРСР в командному заліку — 1985, 1986, 1987 (у складі «Сигнал» Рівне )

- Чемпіон СНД в командному заліку — 1992 (у складі «Фантастика» Рівне)

- Срібний призер Спартакіади народів СРСР в командному заліку — 1986 (у складі збірної України)

- Бронзовий призер Особистого Чемпіонату СРСР серед юніорів — 1981

- Бронзовий призер Спартакіади народів СРСР в особистому заліку — 1986

- Бронзовий призер командного чемпіонату Росії — 1995, 1996 (у складі «Локомотив» Даугавпілс, Латвія)

### На міжнародній арені
- Бронзовий призер Особистого Чемпіонату Європи зі спідвею на трав'яному треці — 1999 Верльте  (перша медаль на міжнародній арені в історії Незалежної України)

- Володар "Кубка Дружби" — 1981, 1982 (в складі збірної СРСР)

- Учасник континентального фіналу особистого чемпіонату світу — 1987 Лоніго  (5 місце)

- Учасник особистого Кубка європейських чемпіонів —  1989 Начбах-Лойперсбах  (10 місце), 1992 Рівне  (запасний гонщик).

- Фіналіст Особистого Чемпіонату Світу — 1987 Амстердам  (запасний гонщик)

- Фіналіст чемпіонату Європи серед юніорів — 1982 Поккінг  (13 місце), 1983 Лоніго   (13 місце).

- Фіналіст (учасник Гран-Прі) зі спідвею на довгому треці — 1997 (4 етапи, 19 очок) 15-е місце